# Ewald Dytko
Edward Jan Dytko (ur. 18 października 1914 w Załężu jako Ewald Jan Dyttko, zm. 12 czerwca 1993 w Katowicach) – polski piłkarz, zawodnik Dębu Katowice i 1. FC Katowice, uczestnik Letnich Igrzysk Olimpijskich 1936 oraz Mistrzostw Świata w Piłce Nożnej 1938. 

## Życiorys

### Kariera międzywojenna
Urodził się 18 października 1914 roku w Załężu, a jego rodzicami byli Jan i Wiktoria Guzek. W latach 1928–1929 i 1933–1939 był pracownikiem huty „Baildon”, a w latach 1930–1932 KWK „Eminencja” (późniejszy „Gottwald”). Karierę sportową rozpoczął w Naprzodzie „1912” Załęże. W latach 1930–1939 grał w Dębie Katowice, którego był wychowankiem i z którym w 1936 roku awansował do I ligi. W latach 1935–1939 był reprezentantem Polski w piłce nożnej. Zadebiutował w meczu z Jugosławią 18 sierpnia 1935 roku w Katowicach. W reprezentacji rozegrał 22 spotkania. Na MŚ 1938 zagrał jeden pełny mecz – z Brazylią (5:6 dla Brazylii), lecz nie zdobył gola. Ostatnie spotkanie w reprezentacji rozegrał 27 sierpnia 1939 roku w Warszawie w zwycięskim meczu z Węgrami (4:2).

### Okres wojenny
W czasie II wojny światowej Dytko został wciągnięty na volkslistę i grał najpierw w niemieckim klubie 1. FC Kattowitz. W 1942 roku został żołnierzem Wehrmachtu, ale przez jeden sezon mógł grać dla TuS Neuendorf. W latach 1942–1943 stacjonował w Koblencji. W 1944 roku został przerzucony na teren Grecji. W kwietniu 1945 roku zdezerterował i trafił do niewoli amerykańskiej.

### Okres powojenny
W czerwcu 1945 roku powrócił do Polski i zamieszkał w Katowicach. Do 1950 kontynuował karierę w klubie Baildon.
Po aktywnej karierze piłkarskiej był trenerem kilku klubów na Górnym Śląsku. Szkolił piłkarzy: Ruchu Radzionków, Walcowni Czechowice, RKS Bielsko, Sośnicy Gliwice, CKS Czeladź, Naprzodu Łaziska Górne, Dębu Katowice i GKS Katowice. Z zawodu był hutnikiem. Pracował w hucie „Baildon” w Katowicach, Hucie Łaziska w Łaziskach Górnych oraz krótko w kopalni „Eminencja” w Katowicach.
Zmarł 13 czerwca 1993 roku w Katowicach i został pochowany na cmentarzu parafii św. Jana i Pawła Męczenników w Katowicach (sek.10, rz.04, kw.32).

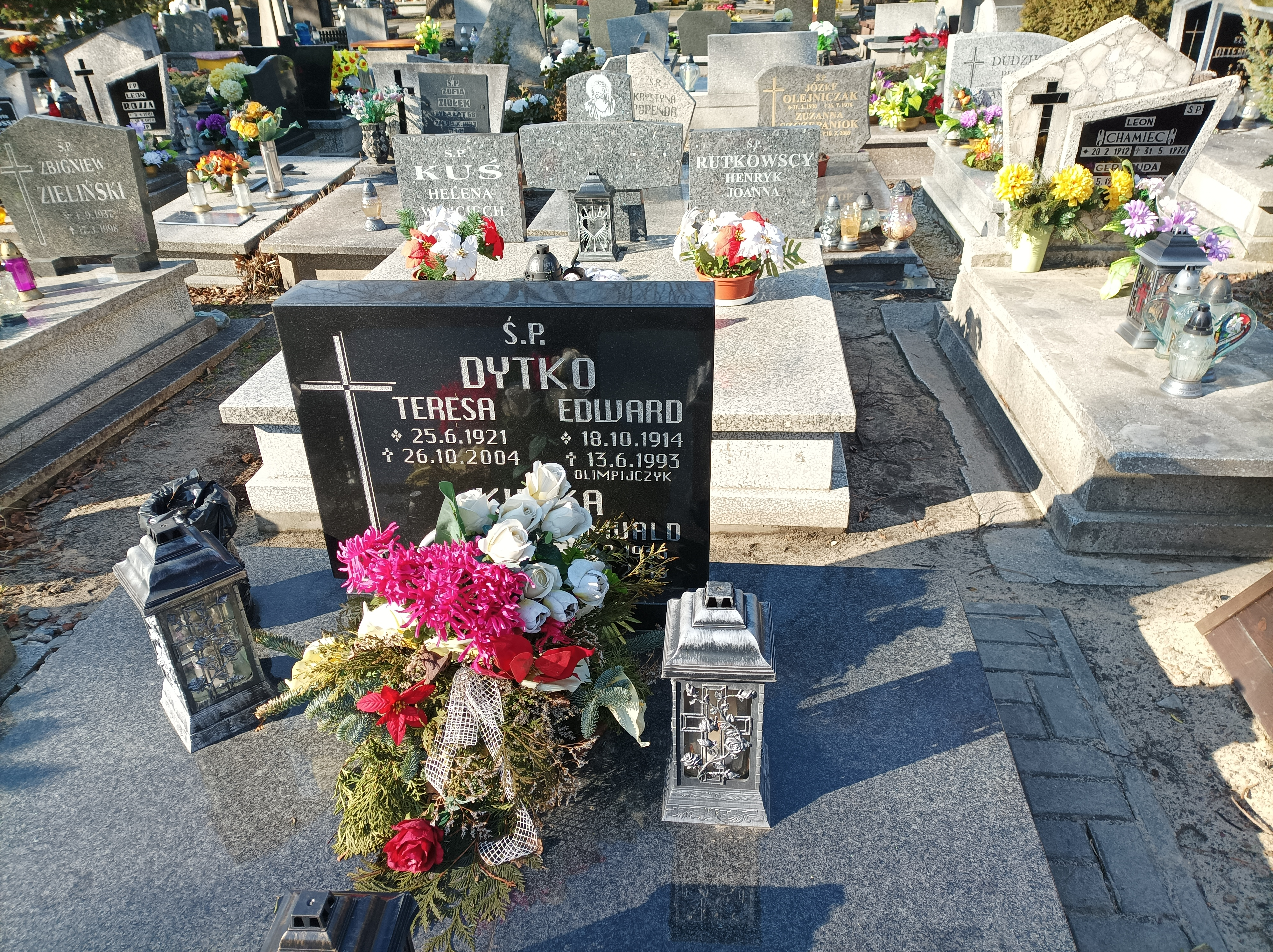
Grób Ewalda Dytki na cmentarzu w Katowicach-Dębie